# Hemlock, Ohio
Hemlock är en ort (village) i Perry County i Ohio. Vid 2010 års folkräkning hade Hemlock 155 invånare.